# Gurupi
Gurupi é um município brasileiro do estado do Tocantins. Importante centro regional do sul tocantinese, é a terceira maior cidade do estado.

## Etimologia
De acordo com o tupinólogo Teodoro Sampaio, historiador do século XIX, o termo gurupi vem da tupi e significa “rio das roças” ou “das plantações”.

## História
A instalação definitiva do fundador de Gurupi, Benjamim Rodrigues, na região se deu em 1952, ocasião em que concluiu a picada da rodovia projetada por Bernardo Sayão. Com todo levantamento topográfico do município nas mãos, Benjamim Rodrigues construiu o primeiro comércio de Gurupi. O marco dessa história é lembrado por pioneiros e historiadores de Gurupi nas proximidades dos ribeirões Pouso do Meio e Água Franca, nas proximidades das Matas de Gurupi, em território pertencente ao município de Porto Nacional e jurisdição do Distrito de Brejinho de Nazaré.

Gurupi em 1958.

Distrito criado com a denominação de Gurupi, pela Lei n.º 251, de 09-10-1956, com território desmembrado do distrito Brejinho de Nazaré, subordinado ao município de Porto Nacional.
No dia 14 de novembro, a Assembleia Legislativa de Goiás decreta e o governador José Ludovico de Almeida promulga a Lei nº 2.140, elevadondo à categoria de município com a denominação de Gurupi, pela Lei Estadual n.º 2140, de 14-11-1958, sendo desmembrado do município de Porto Nacional. Sede no atual distrito de Gurupi. Constituído do distrito sede. Instalado em 01-01-1959.

## Geografia
Principal polo regional do sul do Tocantins, Gurupi está às margens da BR-153 (Rodovia Belém-Brasília), a 238,3 km de Palmas, a capital do estado, e a 742 km de Brasília. Fica no divisor de águas entre os rios Araguaia e Tocantins, a uma latitude 11°43'48" sul e a uma longitude 49°04'08" oeste, estando a uma altitude de 287 metros. O clima é tropical Aw, com uma estação das chuvas de outubro a abril e outra seca desde maio até setembro.
De acordo com dados da estação meteorológica automática do Instituto Nacional de Meteorologia (INMET), em operação na Fazenda Experimental da UFT desde janeiro de 2007, a menor temperatura registrada em Gurupi ocorreu em 22 de julho de 2008, com mínima de 10,6 °C, enquanto a maior chegou a 41,6 °C em 5 de outubro de 2015. O recorde de precipitação acumulada em 24 horas é de 132,2 mm em 31 de dezembro de 2009.
| Dados climatológicos para Gurupi (UFT) | Dados climatológicos para Gurupi (UFT) | Dados climatológicos para Gurupi (UFT) | Dados climatológicos para Gurupi (UFT) | Dados climatológicos para Gurupi (UFT) | Dados climatológicos para Gurupi (UFT) | Dados climatológicos para Gurupi (UFT) | Dados climatológicos para Gurupi (UFT) | Dados climatológicos para Gurupi (UFT) | Dados climatológicos para Gurupi (UFT) | Dados climatológicos para Gurupi (UFT) | Dados climatológicos para Gurupi (UFT) | Dados climatológicos para Gurupi (UFT) | Dados climatológicos para Gurupi (UFT) |
| Mês                                    | Jan                                    | Fev                                    | Mar                                    | Abr                                    | Mai                                    | Jun                                    | Jul                                    | Ago                                    | Set                                    | Out                                    | Nov                                    | Dez                                    | Ano                                    |
| -------------------------------------- | -------------------------------------- | -------------------------------------- | -------------------------------------- | -------------------------------------- | -------------------------------------- | -------------------------------------- | -------------------------------------- | -------------------------------------- | -------------------------------------- | -------------------------------------- | -------------------------------------- | -------------------------------------- | -------------------------------------- |
| Temperatura máxima recorde (°C)        | 37                                     | 37,1                                   | 37,3                                   | 36,7                                   | 37                                     | 37,9                                   | 37,7                                   | 39,7                                   | 41,1                                   | 41,6                                   | 39,2                                   | 39,1                                   | 41,6                                   |
| Temperatura mínima recorde (°C)        | 19,2                                   | 19,3                                   | 18,4                                   | 16,3                                   | 12,2                                   | 12,8                                   | 10,6                                   | 11,7                                   | 13,3                                   | 15,9                                   | 19,7                                   | 18,9                                   | 10,6                                   |
| Fonte: INMET (21/01/2007-presente)     |                                        |                                        |                                        |                                        |                                        |                                        |                                        |                                        |                                        |                                        |                                        |                                        |                                        |

## Economia
O PIB do municipio está entre os cinco maiores do estado, com uma renda per capita de R$ 29.950,02. As principais fontes de renda do município são comércio e serviços, havendo também grande destaque na agricultura e pecuária.

## Educação

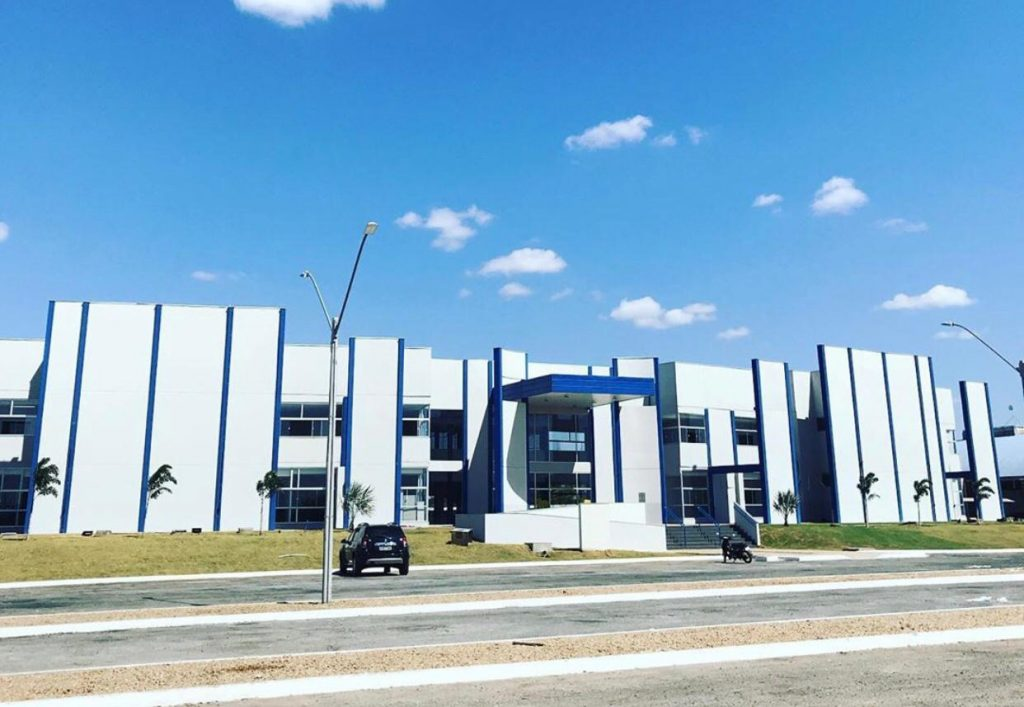
Universidade de Gurupi - Campus I

Em Gurupi, a educação superior conta com muitos campus e polos de ensino. Há cinco universidades de relevância regional, sendo que, três destas são públicas: Universidade Federal do Tocantins (UFT), Instituto Federal do Tocantins (IFTO) e a Universidade de Gurupi (UnirG, autarquia municipal). Há muitas instituições privadas, sendo que os principais polos são da Universidade Católica de Brasília e UNOPAR.

## Transportes
A BR-153 corta o município, também conhecida como Rodovia Bernardo Sayão ou Belém-Brasília é uma das mais importantes vias do país. A duplicação do trecho urbano da rodovia foi concluida em 2024.
O transporte aéreo da cidade é feito pelo Aeroporto de Gurupi.
A Ferrovia Norte-Sul passa pelo município, sendo um importante polo logistico com o Terminal Multimodal de Gurupi.

## Esporte
O principal time da cidade é o Gurupi Esporte Clube, fundado em 1988 e seis vezes campeão tocantinese. Manda seus jogos no Estádio Rezendão, com capacidade para 2.600 torcedores.